# Jastrzębiec (powiat przasnyski)
Jastrzębiec – wieś w Polsce położona w województwie mazowieckim, w powiecie przasnyskim, w gminie Czernice Borowe. Ma status sołectwa.
Wierni Kościoła rzymskokatolickiego należą do parafii św. Macieja w Pawłowie Kościelnym.
W latach 1975–1998 miejscowość administracyjnie należała do województwa ciechanowskiego.